# Električna susceptibilnost
Električna susceptibilnost je karakteristika svakog materijala koja govori koliko će materijal biti u stanju da se polarizuje pod uticajem polja i koliko će se polje promeniti zbog polarizovanja supstance.